# Château de Château-Gontier
Le château de Château-Gontier est un ancien château situé à Château-Gontier, en Mayenne (53). Il reste des vestiges des fortifications dans la rue du Théâtre.  Les vestiges du château du XIIIe siècle, sont inscrits par arrêté du 5 avril 1930 aux Monuments historiques.

## Historique

### Origine
Le comte d'Anjou Foulque Nerra donna le domaine de Bazouges aux bénédictins de l’abbaye Saint-Aubin d'Angers. La donation du domaine et de l'église se situerait entre 988 et 999. Foulques Nerra laisse à l'abbaye tous les droits féodaux utiles, census et vendas.
Les bénédictins édifièrent le prieuré Saint-Jean-Baptiste. Foulque Nerra, voulant renforcer ses frontières avec la Bretagne, décida de faire élever un château. C'est probablement pour s'opposer aux prétentions des Bretons que Foulque Nerra avait construit Château-Gontier à la pointe extrême de la conquête bretonne.
La fondation même du château et de la ville est en tête du Cartulaire de Saint-Aubin, qui raconte l'établissement du château par Foulque Nerra, l'année même de la naissance de Geoffroy Martel (1007), dans le territoire de Bazouges, que le comte avait retiré sur les religieux de Saint-Aubin depuis plusieurs années en échange d'Hondainville ; la garde de ce château, confiée à l'un des officiers, villicus, du comte, nommé Gontier, un vassal de Foulques III Nerra.
La charte notice de 1037 indique comme des œuvres distinctes : 
- la construction du château par Foulques Nerra, 1007 ;
- la construction de la tour commencée par lui et terminée par Renaud Ier de Château-Gontier, premier seigneur de Château-Gontier ;
- la concession par les moines de l'Abbaye Saint-Aubin d'Angers d'un terrain équivalent au quart de leur cour de Bazouges.

Un fortin est d'abord élevé, puis un grand donjon qui est achevé par Renaud Ier de Château-Gontier, fils d'Yves

### Remparts
Renaud Ier de Château-Gontier obtient de l'abbé le quart de sa cour de Bazouges pour la comprendre dans l'enceinte de la ville, lui promit de la tenir à foi et hommage de lui et de ses successeurs, in fidelitatem hommagii. C'est ce terrain, correspondant au périmètre de la ville, que Renaud fait enclore sans laisser à ses successeurs le soin d'augmenter l'enceinte. 

## Conan II de Bretagne
Conan II de Bretagne cherche en 1066 à profiter de l'affaiblissement temporaire des comtes d'Anjou et à renforcer sa frontière du côté de l'Anjou. Vers la fin de l'an 1066, le prince breton, après avoir occupé Pouancé qui appartenait à Sylvestre de la Guerche, pris Segré, il s'avance jusqu'à Château-Gontier qu'il assiège. La ville tombe, selon Guillaume de Jumièges.
Mais Conan meurt devant la cité, le 11 décembre 1066 empoisonné, dit-on, par un traître sur l'ordre de Guillaume le Bâtard, soupçonné d'avoir commandité cet assassinat. La campagne où Conan trouva la mort semble avoir eu pour but, en reprenant Pouancé, Segré et Château-Gontier, de rétablir l'autorité des Bretons dans ce territoire d'où les invasions normandes les avaient refoulés.
La cause de la guerre était probablement le désir de rétablir les limites de la Bretagne, portées par Erispoë jusqu'à la Mayenne, et que le prince breton avait fortifiées par des retranchements puissants, comprenant deux fossés et deux haies de terre, appuyés de distance en distance par des boulevards, et allant de la Mayenne au-dessus de Bazouges, à la Seiche en face des Availles[Où ?]. Il reste encore des traces sérieuses de ces travaux, sur une ligne jalonnée par des lieux nommés « les Miaules » et l'on distingue nettement que la défense était dirigée contre un ennemi venant du Nord. On sait aussi qu'au Xe siècle les Bretons maintenaient encore leur influence dans cette région qui englobait le Craonnais.

## Moyen-Âge
Le château, qui occupait l'extrémité Nord-Est de la ville, va beaucoup souffrir de l'occupation anglaise en 1368-1369 ; on parle en 1414 du Chastel anxien à présent démoly. 

## XVIIesiècle
Il apparait dans plusieurs ouvrages historiques qu'en 1628, le cardinal de Richelieu, revenant de La Rochelle pour Paris, de passage à Château-Gontier, ordonne la destruction des ruines du château. Pour l'Abbé Angot, on doit réformer d'après l'étude de Emmanuel Marie Félix Chiron du Brossay, des ordres de Richelieu sur la destruction du château de Château-Gontier. On signale un peu plus tard les vestiges et mazures du logement principal des seigneurs. 
Des galeries souterraines, vestiges de l'ancien château fort, ont été découvertes au moment des démolitions. Une autre maison est construite, en 1731 sur l'emplacement de l'ancien château; elle existe encore.

## Sources
- « Château de Château-Gontier », dans Alphonse-Victor Angot et Ferdinand Gaugain, Dictionnaire historique, topographique et biographique de la Mayenne, Laval, A. Goupil, 1900-1910 [détail des éditions] (BNF 34106789, présentation en ligne)